# 新加坡司令

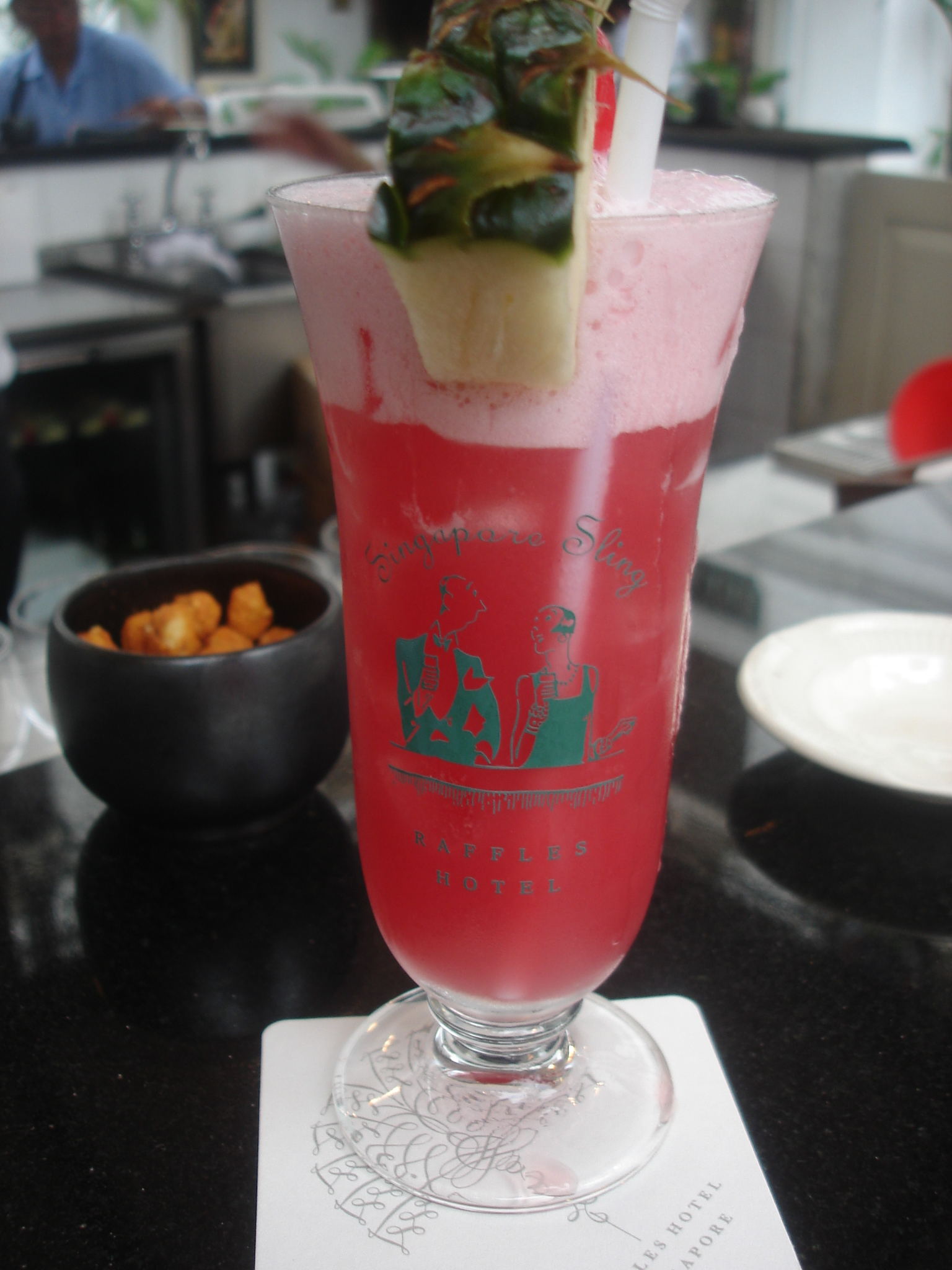
新加坡司令

新加坡司令（英語：Singapore Sling）是一種雞尾酒，是由原籍海南的華裔酒保嚴崇文（Ngiam Tong Boon）於1910年至1915年間所發明，當時他是為新加坡的萊佛士酒店工作。他應顧客要求改良琴湯尼這種調酒，調出了一種口感酸甜的酒，後來一炮而紅。不過原創的食譜已經消失，現今萊佛士酒店的新加坡司令食譜是老酒保依照記憶還原出來的。
而國際調酒協會的標準酒譜如下：
- 30 ml 琴酒
- 15 ml 櫻桃白蘭地
- 7.5 ml 君度橙酒
- 7.5 ml 廊酒
- 120 ml 鮮榨菠蘿汁
- 15 ml 鮮榨青檸汁
- 10 ml 紅石榴糖漿
- 1 dash 安格仕苦精

## 其餘見聞
- 原來新加坡司令是一種專為女性而設計的調酒，但今日已無此區別。
- 只要搭乘新加坡航空，不論任何艙等，都可以點免費的新加坡司令。
- 萊佛士酒店一杯新加坡司令的價錢是$41.00新加坡幣。（2024年10月時）
  - 入住澳門銀河萊佛士酒店的住客可享用兩支瓶新加坡司令。